# Пешек, Людек
Людек Пешек (чеш. Luděk Pešek; 26 апреля 1919[…], Кладно[…] — 4 декабря 1999[…], Штефа) — чешский и швейцарский художник, писатель-фантаст, фотограф и иллюстратор.

## Биография
Людек Пешек родился в Кладно, в возрасте трёх лет вместе с родителями он переехал в Остраву, где окончил среднюю школу. Перед Второй мировой войной начал обучение в Пражской академии изящных искусств, но вскоре после начала войны академия была закрыта, однако он продолжил обучение после окончания войны. Во время войны занимался иллюстрированием детских книг.
В конце 1940-х годов, не закончив обучение в академии он занялся самостоятельной творческой работой, начал писать научно-фантастические произведения, которые сам же и иллюстрировал. Однако его произведения часто негативно воспринимались социалистическим руководством Чехословакии, и после Пражской весны Людек Пешек с женой эмигрировали в Швейцарию.
В Европе Пешек стал узнаваемым благодаря своим иллюстрациям к книгам об астрономии, объектах Солнечной системы и освоении космоса, часто удивляя читателей и специалистов фотографической точностью в изображении поверхности небесных тел. Пешека относят к представителям Космического искусства.
В эмиграции Пешек продолжил создание и новых литературных произведений, которые печатались на немецком языке. Самыми известными его литературными произведениями стали из фантастических произведений «Экспедиция на Луну» (нем. Die Mondexpedition), «Земля рядом» (нем. Die Erde Ist Nach) «Ловушка для» Персея» (нем. Falle fur Perseus), из не фантастических произведений самыми известными являются «Цена добычи» (нем. Preis der Beute) и «Остров для двоих» (нем. Eine Insel fur Zwei)
Из иллюстраций к книгам Людека Пешека самыми узнаваемыми являются иллюстрации к книгам «Планета Земля» Йозефа Сажала и «Bildatlas des Sonnensystems. Ferne Welten nah gesehn» Бруно Станека.
Некоторую известность имели и фотографии сделанные Пешеком. С 70-х годов XX века чешский художник и писатель сотрудничал с НАСА и журналом «National Geographic», а также с рядом других европейских и американских журналов.
Умер Людек Пешек 4 декабря 1999 в швейцарском городе Штефа.
Посмертно Людек Пешек получил Мемориальную премию Люсьена Руда Международной ассоциации космических художников. Его именем назван астероид главного пояса 6584 Людекпешек.

## ссылка
- Людек Пешек в каталоге чешской литературы (чешск.)
- Пешека (PESEK), Людек Архивная копия от 18 марта 2018 на Wayback Machine (рус.)
- České dotyky vesmíru — Luděk Pešek Архивная копия от 13 апреля 2021 на Wayback Machine (чешск.)